# Мирноград
Мирногра́д (до 2016 року — Димитров) — місто Покровського району в Донецькій області. Адміністративний центр Мирноградської міської громади.

## Загальні відомості
Мирноград — одне з типових міст Донецької області. Основу промислового комплексу складає вугільна промисловість. Площа міста Мирнограда — 2 275 га. У місті проживають 55,8 тисяч осіб: з них чоловіки — 26,9 тис., жінки — 28,9 тис. Працездатне населення становить 33,7 тис. людей. Місто має розвинені транспортні зв'язки. Упродовж південної межі міста проходить залізнична магістраль Ясинувата—Чаплине із зупинним пунктом у місті Мирнограді. Усі вантажні перевезення здійснюються через станції Покровськ та Гродівка, розташовані відповідно у 16 та 12 км від міста Мирнограда. Центральною частиною міста проходить автодорога державного значення Покровськ—Костянтинівка, якою здійснюється зв'язок із Донецьком та іншими містами України. Зв'язки з населеним пунктом забезпечує мережа автодоріг місцевого значення. Найближчий аеропорт був розташований у Донецьку на відстані 75 км, зруйнований під час проведення АТО, морський порт у Маріуполі на відстані 191 км.

## Географія
Місто Мирноград розташоване у степовій зоні південно-східної частини України, на південному заході Донецького кряжу. Місто входить у Придніпровський агроґрунтовий район. Ґрунтотворними є ліси, лісовидні суглинки. Ґрунтовий покрив переважно складається із звичайних чорноземів.
Клімат помірно континентальний. Характерні сильні вітри, літом висока температура повітря, зливи. Найхолодніші місяці року — січень, лютий, середня температура — −4,8 °C, найтепліший місяць — червень, середня температура — +26,4 °C. Середня кількість опадів становить 524 мм. Переважними є вітри східного та південно-східного напрямку. Глибина промерзання ґрунту до 1 метра. Рельєф являє собою степову рівнину, порізану яружно-байрачною мережею системи балок Родинської та Сенної. Гідрографія території представлена струмками та водостоками, які протікають на дні байраків. Ґрунтові води у заплавах балок залягають на глибині від 0,5 до 3 м, на плато та схилах — вище 10 м.
Для Мирнограда як промислового міста поряд з іншими соціальними проблемами найактуальнішими є поліпшення екологічної ситуації і оптимізації природних ресурсів. Екологічна ситуація міста характеризується як напружена і що потребує реалізації комплексу заходів. У місті сконцентровано 6 промислових підприємств: 3 шахти, збагачувальна фабрика, РМЗ, завод «Буддеталь», 12 підприємств, що надають послуги вугільним підприємствам, 3 автопідприємства. Найболючішими проблемами міста є забруднення повітряного та водного басейнів. В атмосферне повітря стаціонарними установами забруднення в 2002 р. було викинуто 38,508 тис. тонн шкідливих речовин у тому числі твердих — 2,541 тонн газоподібних і рідких — 35,961 тонн. Більша частина викидів шкідливих речовин припадає на підприємства вугільної промисловості та комунального господарства. Високі концентрації викидів спостерігаються у межах санітарно-захисних зон підприємств. Для поліпшення екологічної обстановки передбачено ряд заходів, що враховують запобігання забруднення повітряного, водного басейнів, ґрунту.

## Історія
Історичними попередниками міста Мирнограда були два шахтарських селища, утворених біля вугільних рудників — Новоекономічного (1911 р.) та Гродівського (1916 р.). Ці два селища були побудовані на початку XX століття на землях, орендованих у сільських громад сіл Новоекономічного та Гродівки. 1934 року шахті № 5 — 6 (Гродівський рудник) було присвоєно ім'я Георгія Димитрова. 
1966 року, ймовірно внаслідок тривалих злив, частина терикону шахти 5/6 у Мирнограді зруйнувалася, повністю, знісши будівлі по вулицях Садовій, Жданова та Розинській. Загинули всі, хто перебував у будинках та поряд. Влада тоді приховала трагедію від суспільства.
1972 року шахтарські селища Новоекономічне та Димитров об'єднали під загальною назвою — місто Димитров. Назвали це шахтарське місто прізвищем діяча міжнародного комуністичного руху,  генерального секретаря Виконкому Комінтерну (1934-1943), першого президента Болгарії Георгія Димитрова, на честь дружби з болгарським народом, представники якого працювали на шахтах у 60-ті роки. У серпні 1990 року Димитрову наданий статус міста обласного значення.
17 січня 2015 року у місті демонтували пам'ятник Леніну.
21 березня 2016 року згідно з законом про декомунізацію димитровські депутати обрали нову назву та проголосували за перейменування міста на Мирноград.
12 травня 2016 року Верховна Рада перейменувала місто Димитров у місто Мирноград. За відповідний законопроєкт № 4468 проголосовали 265 народних депутатів. Перейменування набуло чинності 22 травня 2016 року.
27 лютого 2023 року, під час повномасштабного вторгнення РФ до України, росіяни нанесли ракетний удар по місту, пошкодивши дитсадок. Ракетні атаки росіян по місту продовжувалися і надалі

## Економіка

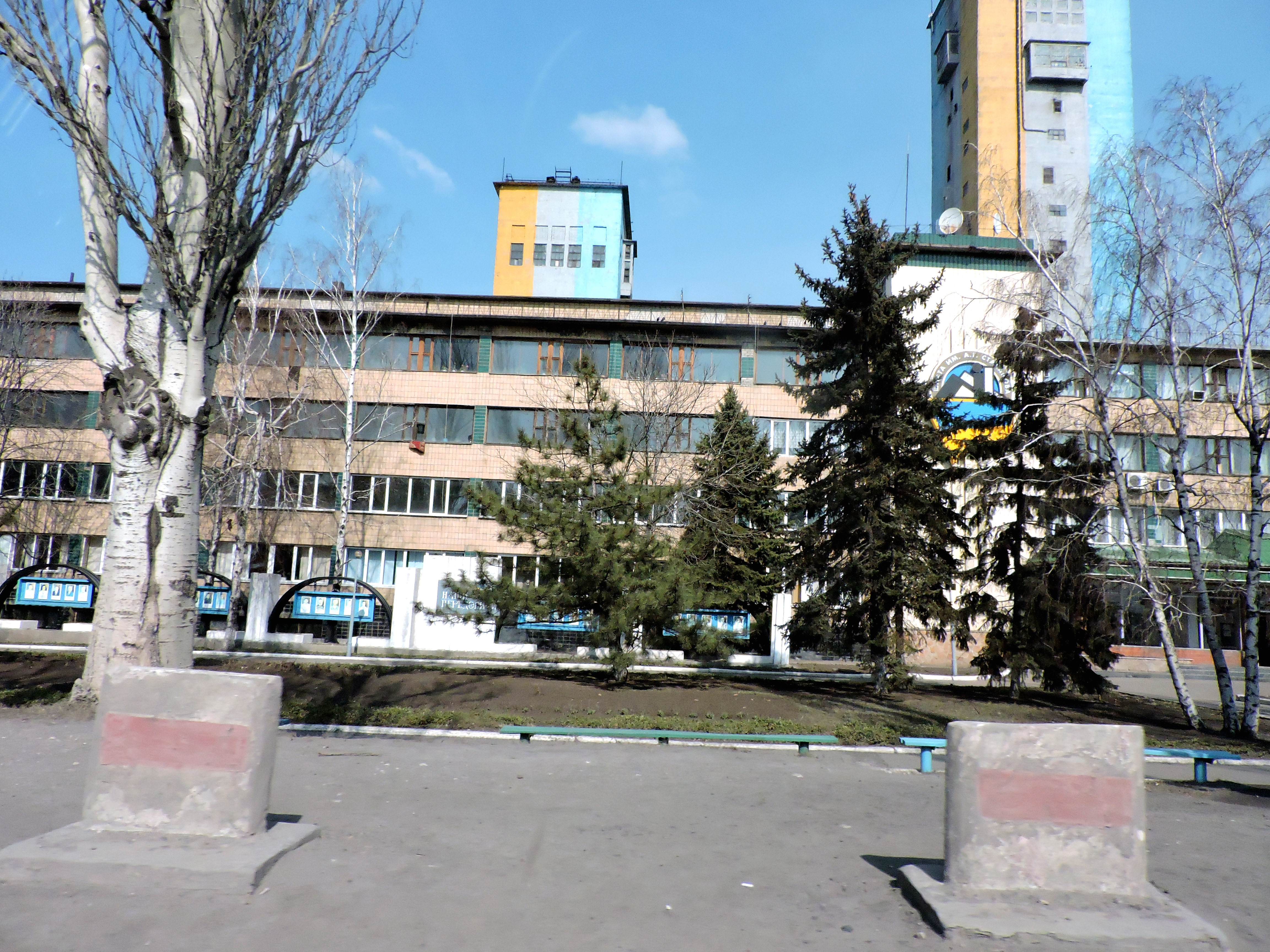
Адміністративна будівля шахти «Капітальна»

На території міста функціонують 6 великих промислових підприємств.
- Державне підприємство шахти «Капітальна» виробничого об'єднання з видобутку вугілля «Мирноградвугілля» — видобуток коксівного вугілля марки Г і ГЖ.
- Шахта «5/6» виробничого об'єднання з видобутку вугілля «Мирноградвугілля» — видобуток коксівного вугілля марки Г.
- Шахта «Центральна» виробничого об'єднання з видобутку вугілля «Мирноградвугілля» — видобуток коксівного вугілля марки Г і ГЖ.
- Орендне підприємство ЦЗФ «Комсомольська» Асоціації «Донбаський розрахунково-фінансовий центр» — здійснює збагачення вугілля марки «К», «Г».
- Закрите акціонерне товариство Мирноградський ремонтно-механічний завод виробляє запчастини до гірничо-шахтного устаткування, виготовляє металоконструкції. Здійснює капітальний ремонт гірничошахтного обладнання, лиття чавуну.
- Державне підприємство завод «Буддеталь» виробничого об'єднання з видобутку вугілля «Красноармійськвугілля» виготовляє залізобетонні, бетонні вироби, шлакоблок, бетоніт, дерев'яні конструкції і пиломатеріали.

У місті є 3 автотранспортних підприємства, що займаються вантажоперевезенням породи, вугілля, будматеріалів, обладнання, продуктів. Покровський автотранспортний підрозділ № 11464 «Донецьк-автотранс».
Державне підприємство «Автомобіліст» виробничого об'єднання з видобутку вугілля «Мирноградвугілля». Мирноградська автобаза структурний підрозділ ДВАТ тресту «Красно-армійськшахтобуд».
Обсяг промислової продукції міста на 2003 рік у діючих оптових цінах передбачений на рівні 267,3 млн грн. Обсяг промислової продукції у цінах у відсотках до 2002 року передбачений на рівні 92 %.
Добування вугілля в обсязі 2430 тис. тонн або 90,3 % до 2002 року. На 2003 рік програмою передбачено отримати прибуток по місту у сумі 1,0 млн грн.

## Населення
За даними перепису 2001 року населення міста становило 55677 осіб, із них 25,98 % зазначили рідною мову українську, 71,78 % — російську, 0,14 % — вірменську, 0,09 % — білоруську, 0,03 % — молдовську, 0,01 % — циганську, болгарську та німецьку, а також польську, грецьку, гагаузьку, угорську та єврейську мови.
Національний склад населення за переписом 2001 року
|          | чисельність | частка, % |
| українці | 36 415      | 64,2      |
| росіяни  | 17 742      | 31,3      |
| татари   | 399         | 0,7       |
| білоруси | 360         | 0,6       |
| вірмени  | 134         | 0,2       |

### Мова
Розподіл населення за рідною мовою за даними перепису 2001 року:
| Мова            | Кількість | Відсоток |
| --------------- | --------- | -------- |
| російська       | 39966     | 71.78%   |
| українська      | 14464     | 25.98%   |
| вірменська      | 76        | 0.14%    |
| білоруська      | 48        | 0.09%    |
| румунська       | 15        | 0.03%    |
| інші/не вказали | 1108      | 1.98%    |
| Усього          | 55677     | 100%     |

Динаміка зміни населення міста за роками:

## Місцевості міста
- «Центр» міста,
- Жилий масив «Даманський»: Мікрорайон «Молодіжний», Мікрорайон «Світлий», Мікрорайон «Східний»,
- Мікрорайон «Західний» (31 квартал),
- 40-ий квартал,
- Селище Шахти 5/6,
- селище «Новатор»,
- селище «Восьмий»,
- селище «Стандарт».

## Освіта і культура
У системі освіти функціонують 11 загальноосвітніх шкіл, школа-інтернат, навчально-виробничий комбінат, 2 ПТУ, вечірня школа. 2002 року на базі школи № 11 було відкрито українську гімназію. 2004 на базі загальноосвітньої школи № 17 було відкрито Мирноградський міський ліцей.
Також в місті мається Міжшкільний ресурсний центр (МРЦ). Завдяки цьому діти, які навчаються в 10-11 класі мають змогу отримати робочу кваліфікацію.
Дитяча музична школа, централізована бібліотечна система (3 філії), міський парк культури та відпочинку ім. Гагаріна, кінотеатр «Софія», структурний підрозділ парку культури та відпочинку. У місті працюють підвідомчі заклади: Палац Культури «Україна», центр гармонійного розвитку дітей та підлітків «Бригантина» та два народних музеї історії шахт — ім. Димитрова і шахти «Центральна».
У ДЮСШ займається близько 1,5 тис. дітей, що становить 20,2 % всіх загально-освітніх шкіл міста. На стадіоні проводяться змагання першості футболу серед команд Другої ліги, також проводяться заняття з легкої атлетики.

## Лікарні та Амбулаторії
- «Центральна» лікарня
- «Лікарська» Амбулаторія (м-н «Молодіжний») Унаслідок російського обстрілу 8 березня 2024 заклад був пошкоджений й перестав працювати; Амбулаторії інших районів міста.
- «Інфекційна» лікарня (вул. Соборна, район Шахти 5/6) 27 липня 2024 заклад був знищений російським обстрілом, раніше 17 липня 2024 заклад був зачинений через близькість лінії зіткнення.

## Спорт
У місті значного розвитку отримав мотокрос. Ведеться будівництво надсучасної траси. У червні 2012 керівництво міста планувало прийняти у Мирнограді Чемпіонат Європи із мотокросу.

## Відомі люди
- Володимир Євгенович Козлов[en] — Олімпійський чемпіон, бобслей (1988)
- Віктор Бураков — український легкоатлет, олімпійський чемпіон (1980)
- Диканський Микола Сергійович — радянський фізик, доктор наук, академік РАН
- Іванова Галина — художниця прикладного мистецтва.
- Капустін Володимир Сергійович (1992—2023)— солдат, учасник російсько-української війни[12]
- Нонна Копержинська — українська акторка театру і кіно, народна артистка УРСР (1967).(В дитинстві навчалась у Мирнограді[13])
- Роман Мінін — сучасний український художник, представник напрямку жлоб-арт
- Олексій Чернишов — рядовий МВС України, батальйон Дніпро-1, нагороджений орденом За мужність III ступеня
- Журавльов Юрій — прапорщик Служби безпеки України, повний кавалер ордена «За мужність»
- Андрій Дударенко[ru] — Герой Радянського Союзу (1945)
- Федор Кухарєв[ru] — Герой Радянського Союзу (1944) (Працював у Мирнограді[14])
- Григорій Гапонов[ru] — Герой Радянського Союзу (1945) (Працював у Мирнограді[14])
- Павло Кітченко[ru] — Герой Радянського Союзу (1943) (Працював у Мирнограді[14])
- Соболєв Валерій — український учений у галузі гірничої інженерії. Доктор технічних наук, професор. Академік АН ВШ України з 1993 р.(працював у Мирнограді)
- Рязанцев Микола — український радянський діяч, головний конструктор Харківського конструкторського бюро з двигунобудування при заводі імені Малишева
- Момот Микола — український оперний та концертний співак, соліст Донецького національного академічного театру опери та балету ім. А. Б. Солов'яненка, професор кафедри академічного співу Донецької державної музичної академії ім. С. С. Прокоф'єва, народний артист України (працював у Мирнограді)
- Іван Бридько — двічі Герой Соціалістичної Праці(1948,1957)
- Поляков Валентин (1993—2023)—Молодший сержант, учасник російсько-української війни[15].
- Пухальський Тимофій Вікторович (1987—2018) — старший солдат Збройних сил України, учасник російсько-української війни.
- Степченко Віталій Прокопович (1967—2018) — майстер спорту України міжнародного класу з кікбоксингу, тренер, шестиразовий чемпіон України.
- Чирва Андрій Олександрович (1972—2018) — старший солдат ЗСУ, учасник російсько-української війни.
- Широков Андрій Вікторович (1970—2016) — солдат ЗСУ, учасник російсько-української війни.
- Шутов Ілля Якимович 15 жовтня 1957. Статус — Борець за незалежність України у XX сторіччі, громадський діяч, науковець, юрист, журналіст — активний учасник національно-визвольної боротьби за незалежність і демократичний устрій України.(Працював у Мирнограді[14])

## Релігійні організації
На території Мирнограда функціонує 16 релігійних організацій: Свято-Вознесенська православна церква, Православна церква Святого Дмитрія, Православна церква Різдва Христового, релігійна громада Пантелеймонівської парафії Горлівської єпархії Української православної церкви, ЄХБ — 2, Християнська церква повного Євангелія «Світ миру», Місія «Благая весть», Церква християн повного Євангелія «Церква Божа в пророцтвах Рема», Церква християн віри Євангельської «Джерело життя», християнська церква «Жниво Христове», «Свідки Єгови», ХВЄ Церква Божа в пророцтвах «Слово віри», ХВЄ «Любов Христа», Храм «Петра і Павла Екзархії Греко-католицької Церкви», мусульманська громада. У Мирнограді спостерігається взаєморозуміння між релігійними громадами.
5 січня 2014 року владика Степан (Меньок), Екзарх Донецько-Харківський УГКЦ, у Мирнограді освятив разом із 14-ма священиками новозбудований храм Святих Верховних Апостолів Петра і Павла.

### Мирноградські кургани
Біля Мирнограду знаходяться численні кургани бронзового віку, кінець III — початок I тисячоліття до н. е.

## Пам'ятки
- Пам'ятки Мирнограда